# Paulino Uzcudun
Paulino Uzcudun Eizmendi (Régil, 3 de mayo de 1899-Madrid, 4 de julio de 1985) fue un boxeador español, campeón de España y de Europa en la categoría peso pesado.

## Campeón de España
Nació en Régil (Guipúzcoa, País Vasco), y era el menor de nueve hermanos. En su juventud comenzó a destacar como aizcolari, para pasar a continuación a practicar boxeo. Como boxeador demostró gran poderío físico, fuerte pegada y notable capacidad de encaje. Sus primeros pasos como boxeador los dio en Francia, donde acudió porque en ese país los combates profesionales se pagaban a 200 francos. Su primera pelea fue en 1923 frente al campeón de la URSS, Touroff. En muy poco tiempo, venció a los campeones de Francia (Journée), Holanda (Schouvermann) e Inglaterra (Goddard).
Entre estos combates reseñados, el 14 de junio de 1924 venció en París al campeón de España de los pesos pesados, el catalán José Teixidor, por nocaut técnico. El combate se celebró en París porque Teixidor alegó que su esposa estaba allí a punto de dar a luz, mientras que otros sostienen que era prófugo del servicio militar. Aunque erróneamente se cita como el único título de España conseguido fuera del territorio nacional, lo cierto es que la Federación Española de Boxeo no lo reconoció, y no es hasta la reunión del 5 de febrero de 1925 cuando, al no haberse acordado un nuevo combate dentro de los plazos asignados, se desposeyó oficialmente a Teixidor y se nombró campeón a Uzcudun, teniendo en cuenta para ello tanto la victoria de junio como el restante historial del guipuzcoano.

## Campeón de Europa

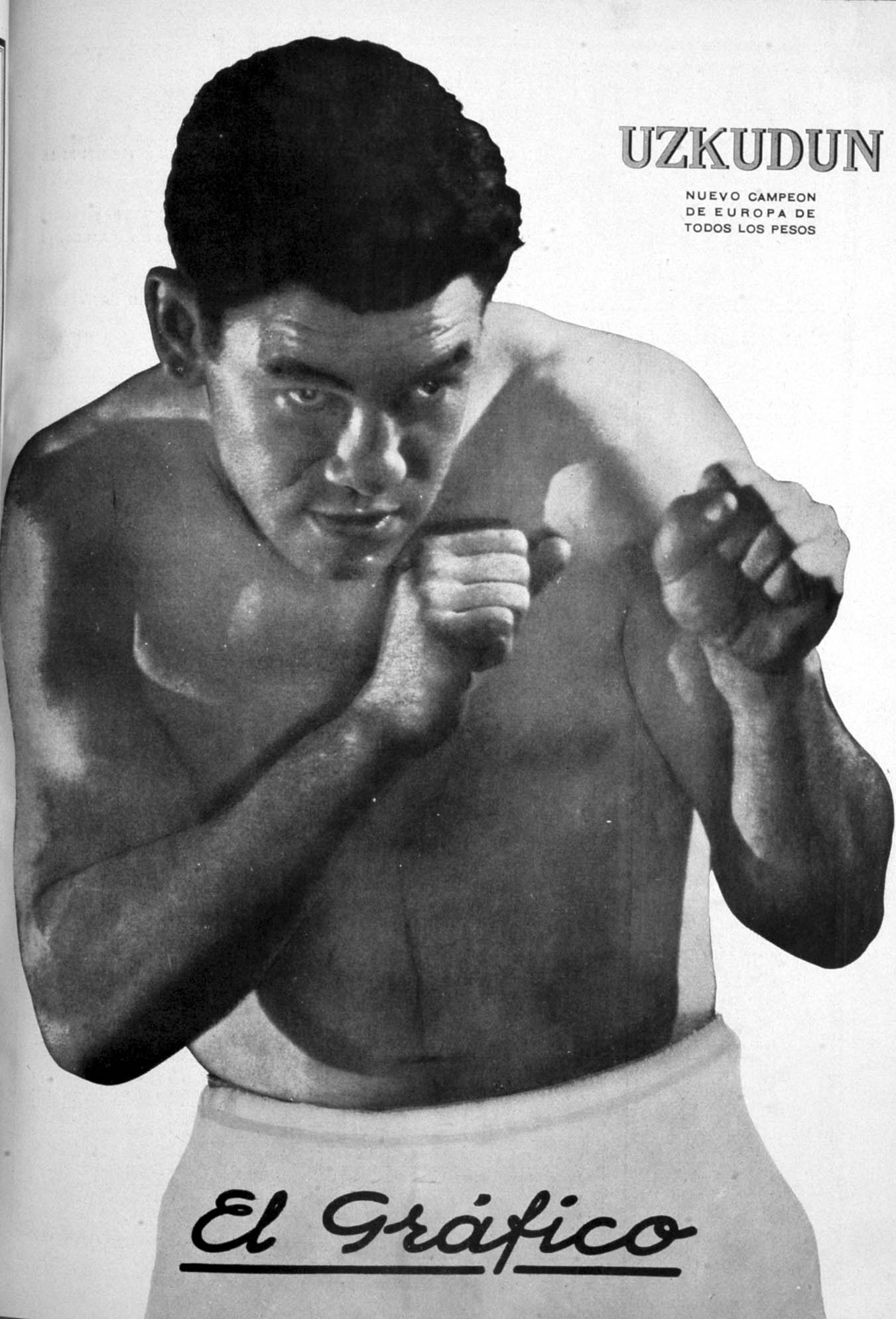
Uzcudun en 1926.

Uzcudun se proclamó tres veces en su carrera campeón de Europa de los pesos pesados. La primera en Barcelona en 1926, ante Erminio Spalla (púgil que con posterioridad fue gran pintor y actor del cine italiano), por puntos. La segunda en 1928 en San Sebastián, contra Ludwig Haymann, al que venció por KO en el undécimo asalto. La tercera y última vez en 1933 en Madrid, ante el belga Pierre Charles, ganando por puntos.

## Etapa en América
En 1927 viajó a América, tentado por las ofertas que desde allí comenzaron a hacerle como consecuencia de sus triunfos en Europa. Su primer combate fue en La Habana, venciendo por nocaut en el primer asalto a Martín O'Grady, y ese mismo año debutó en Nueva York frente a Knute Hansen, al que derrotó por puntos en diez asaltos. Después de varios combates regresó a Europa para defender el título continental frente a Ludwig Haymann, al que venció por nocaut en el undécimo asalto.
Tras esto regresó a Estados Unidos como parte de la "cuadra" del mánager francés Bertys, junto con los pesos ligeros españoles Hilario Martínez y Ángel Tejeiro, y peleó por el título mundial de los pesos semipesados frente a Jack Delaney, Tommy Loughran y Kingfish Levinsky. Perdió a los puntos, salvo frente a Delaney, cuyo combate terminó en escándalo al ser descalificado Uzcudun por un supuesto golpe bajo.

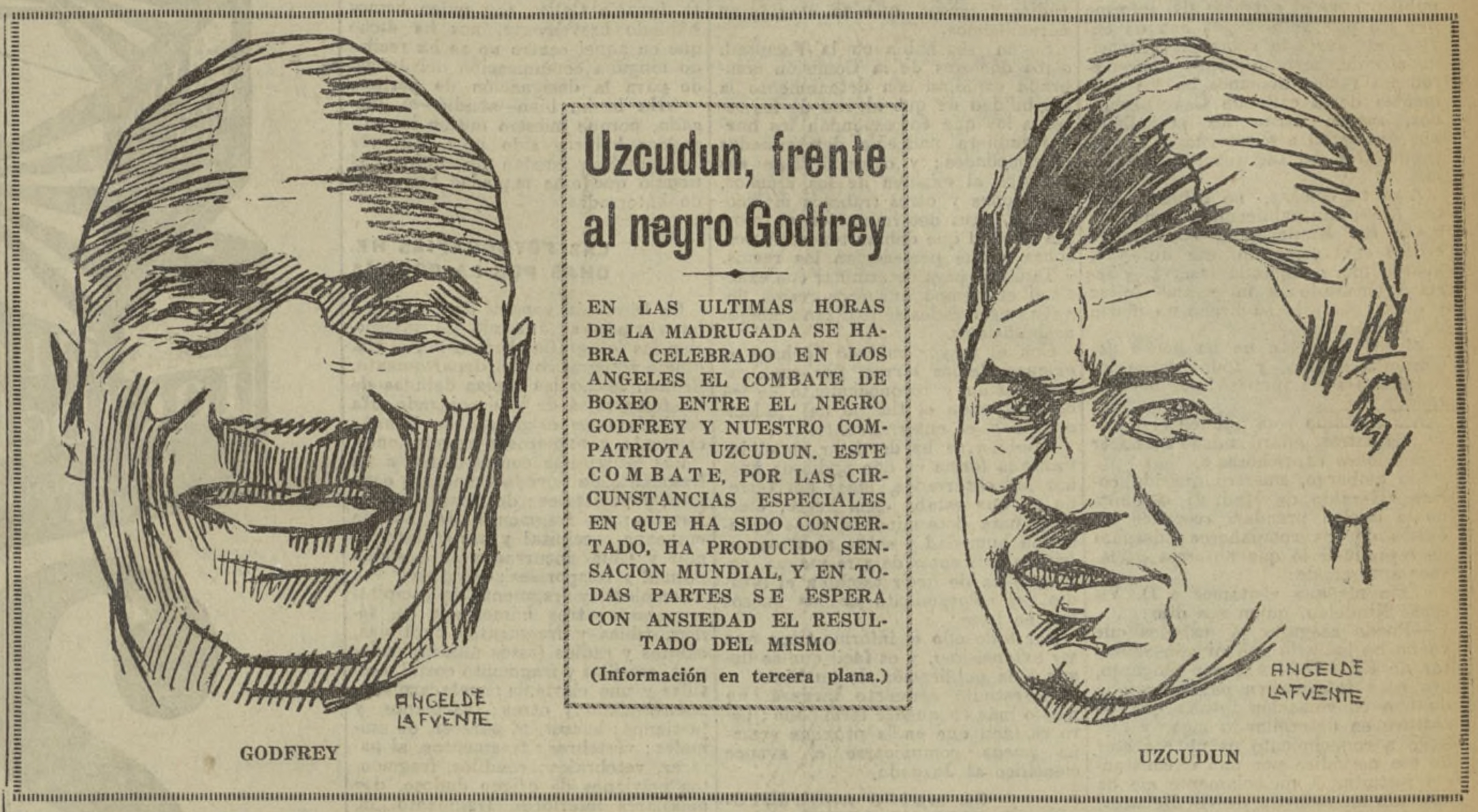
Anuncio de un combate entre Uzcudun y George Godfrey (El Liberal, 29 de febrero de 1928)

En los pesos pesados se enfrentó entre otros a figuras como Harry Wills, Mickey Walker, George Godfrey y Paul Berlenbach. Se enfrentó también a primeras figuras como Max Baer, con resultado de victoria a los puntos después de 20 asaltos, Max Schmeling (tres veces), con dos derrotas por puntos, y un combate nulo, y Primo Carnera con derrota a los puntos.
El 22 de octubre de 1933 se volvió a enfrentar a Primo Carnera, esta vez con el título mundial en juego, en Roma. Benito Mussolini, a quien Carnera había prometido que vencería por nocaut, asistió a la pelea en la Plaza de Siena. Carnera solo pudo ganar a los puntos, y la bravura de Uzcudun fue ovacionada por los asistentes, sonando silbidos para el campeón al no haber podido cumplir su palabra.
Su último combate tuvo lugar el 13 de diciembre de 1935 ante Joe Louis. Cayó derribado en el cuarto asalto, por el único nocaut que sufrió en su vida, en el Madison Square Garden de Nueva York.

## Guerra civil y franquismo
A su vuelta a España, estallada la Guerra de España, fue encarcelado en San Sebastián debido a sus ideas. A pesar de no haberse significado en política, según su propia declaración, los nacionalistas vascos no le perdonaban que «declarase siempre que era español y no vasco». En una entrevista afirmó: «En Régil, de donde yo soy, los rojos nos destrozaron la casa». Más tarde logró escapar, llegando a pie hasta Tolosa.

Uzcudun, que se había afiliado en Pamplona a la Falange mucho antes de la guerra, se declaró firme partidario de los sublevados y combatió, entre otros, en los frentes de Tolosa, Vergara, Éibar (actuando con ametralladoras)  y posteriormente en Málaga, vistiendo el uniforme falangista. En enero de 1937 se dijo que se había afiliado al Requeté y participó en diversos galas benéficas y veladas de boxeo en favor de los nacionales en distintos lugares de España.
Esta adhesión al bando sublevado, unida a su carrera anterior y a los logros internacionales que consiguió, le valió, una vez terminada la guerra, para pasar a ser un símbolo del Régimen franquista, todo ello amparado por Vicente Gil, médico personal de Franco y presidente de la Federación Española de Boxeo. El jugador del Real Madrid Patricio Escobal, que se salvó del fusilamiento en cárceles franquistas, acusó a Paulino Uzcudun de encabezar pelotones de ejecución en Madrid en los momentos inmediatamente posteriores a la entrada de las tropas de Franco en la capital.

## Ocaso y muerte
Residió en la localidad madrileña de Torrelaguna hasta su muerte. En 1976 sufrió una parálisis que lo mantuvo alejado del mundo. En los últimos años de su vida la arterioesclerosis lo obligó a andar con muletas, y apenas recordaba nada de sus años de gloria. Murió en Madrid el 4 de julio de 1985, a los 86 años de edad. En 1966 había aparecido en el documental Juguetes rotos, dirigido por Manuel Summers, en el que se reflejaba el olvido de las estrellas con el tiempo.

## Palmarés y legado
Uzcudun disputó 70 combates, con 50 victorias, 34 de ellas antes del límite, 3 nulos y 17 derrotas (solo 1 por nocaut). Durante muchos años después de su retiro, permaneció como el mayor referente pugilístico del país, de tal forma que influyó en el origen vasco que se dio al protagonista de "Pacho Dinamita" (1951), el primer cómic español protagonizado por un boxeador.